# Farmington (Novo México)
Farmington é uma cidade localizada no estado americano de Novo México, no Condado de San Juan. É considerada um "centro" da região noroeste do estado, e é a maior cidade do Condado de San Juan. Está localizada no encontro dos rios San Juan, Animas e La Plata.
As principais atividades primárias da cidade são a extração de gás natural, carvão mineral e óleo. As principais minas estão a 15–19 km sudoeste da cidade de Farmington, e o carvão mineral é utilizado para gerar energia em usinas próximas.
O local aonde fora lealizado um teste nuclear subterrâneo em 1967 (chamado de "Gasburry"), parte da operação Plowshare, era a Floresta Nacional Carson, localizada a 80 km leste de Farmington e a 40 km ao sul de Dulce, no Novo México. O teste foi uma tentativa de fraturar uma rocha para facilitar a extração de gás nela.

## Demografia
Segundo o censo americano de 2000, a sua população era de 37.844 habitantes.
Em 2006, foi estimada uma população de 43.573, um aumento de 5729 (15.1%).

## Geografia
De acordo com o United States Census Bureau tem uma área de 69,9 km², dos quais 68,8 km² cobertos por terra e 1,1 km² cobertos por água.

## Localidades na vizinhança
O diagrama seguinte representa as localidades num raio de 20 km ao redor de Farmington.